# Ельсебет Еґґольм
Ельсебет Еґґольм (дан. Elsebeth Egholm нар. 17 вересня 1960) — данська журналістка та авторка бестселерів, яка пише здебільшого кримінальні романи. На міжнародному рівні знана як творчиня телесеріалу «Ті, хто вбивають» .

## Дитинство та освіта
Народилася в Нюборзі на данському острові Фюн, але виросла в Лісб'єрзі поблизу Орхуса, де її батьки мали садовий центр. Після закінчення школи в Орхусі закінчила державну гімназію в Гасле. Продовжила навчання гри на фортепіано в Музичній консерваторії Ютландії, де пробула чотири роки, перш ніж 1985 року перейшла на журналістику в Данську школу журналістики (дан. Jurnalisthøjskolen).

## Кар'єра
Після стажування у газеті "Berlingske Tidende" в Копенгагені працювала журналісткою-дослідницею цієї газети до 1992 року, коли звільнилася та переїхала на Мальту. Там працювала водночас як журналістка-фрілансерка, і як авторка оповідань для жіночих журналів, як-от "Alt for Damerne". На мальтійському острові Гоцо зустріла свого майбутнього чоловіка, британського автора трилерів Філіпа Ніколсона, з яким прожила до його смерті у 2005 році. Її першим великим успіхом став роман «Клуб вільних жінок» (дан. De frie kvinders klub) 1999 року, за ним вийшли «Сірокко» (дан. Scirocco) та «Я і мій острів» (дан. «Mig og min ø») 2000 року та «Опіум» (дан. Opium) 2001 року, що порушував проблеми шлюбу на тлі міжнародних інтриг.
Серія романів з головною героїнею журналісткою Дікте Свендсен почалася 2002 року з роману «Приховані помилки» (дан. Skjulte Fejl og Mangler), її продовжили романи «На власний ризик» (дан. Selvrisiko), «Особиста шкода» (дан. Personskade), «Найближчий родич» (дан. Nærmeste Pårørende), «Життя і тіло» (дан. Liv og Legeme) (2008) і «Насильство і влада» (дан. Vold og magt) (2009). На цей час її романи також публікували в Німеччині, Голландії, Швеції та Норвегії. 
2018 року Данська кримінальна академія (дан. Det danske Kriminalakademi, DKA) присудила Еґґольм премію Гаральда Моґенсена за роман «Я завжди тебе знаходжу».

## Телебачення
10-серійний телесеріал «Ті, хто вбивають» (2012), вперше показали у Данії під назвою «Dem som dræber» (2011), він розповідає про те, як детектив поліції Катріна Ріс Єнсен розслідує кілька жахливих убивств із дивним психологічним підтекстом.
Серіал «Дікте», оснований на кількох книжках Еґґольм, вперше вийшов в ефір у Данії 2013 року. Його дія відбувається в Орхусі, рідному місті Еґґольм.

## Переклади українською
2022 року у видавництві «Нора-Друк» вийшов український переклад роману «Коли ніч запалює зірки». Перекладачка — Наталя Іваничук.